# Boucle locale
Cet article possède un paronyme, voir Boucle.
La boucle locale est ce qui relie un utilisateur d'un réseau au premier niveau d'équipement du réseau auquel il est abonné.
Cet élément peut être physique comme une paire torsadée ou une fibre optique dans le cas du réseau téléphonique, ou immatériel comme une onde électromagnétique dans le cas d'une boucle locale radio ou d'un réseau de téléphonie mobile.

## Boucle locale téléphonique
La boucle locale téléphonique est la partie de la ligne téléphonique (paires de cuivre) allant du répartiteur de l'opérateur téléphonique jusqu'à la prise téléphonique de l'abonné. Physiquement, il s'agit de tous les câbles urbains que l'on peut voir dans les rues, des câbles souterrains, ainsi que de la paire de fils arrivant chez l'usager.

### Dans l'Union européenne
Dans l'optique de l'ouverture à la concurrence, les règlements du Parlement et du Conseil européens spécifient les caractéristiques de la boucle locale cuivre (ou téléphonique).
Le règlement européen no 2887/2000 relatif au dégroupage de l'accès à la boucle locale donne ainsi la définition suivante de la boucle locale cuivre : « circuit physique à paire torsadée métallique du réseau téléphonique public fixe qui relie le point de terminaison du réseau dans les locaux de l'abonné au répartiteur principal ou à toute autre installation équivalente ».

#### En France
En France, la boucle locale cuivre est la propriété de l'opérateur historique, l'entreprise Orange, anciennement France Télécom. Jusqu'en 2000, tous les abonnés à un service de téléphonie fixe ou à un accès à Internet de type ADSL devaient payer un abonnement à France Télécom, quel que soit leur opérateur. Mais désormais, les frais d'accès à la boucle locale peuvent être payés directement à France Télécom par l'opérateur de l'abonné dans les zones dites dégroupées : on parle alors de dégroupage total.

## Boucle locale radio
La boucle locale, support physique des données, n'est pas nécessairement matérielle : par exemple la boucle locale radio (BLR) permet de relier les clients par ondes hertziennes. Pour l'ensemble du territoire français métropolitain, 2 licences de BLR nationales et 2 licences régionales dans chacune des 22 régions ont été attribuées en juillet 2006, France Télécom étant au départ exclu de cette attribution. Mais la frilosité des nouveaux opérateurs, qui préfèrent le dégroupage, moins coûteux en investissements, n'a pas donné à cette technique le succès escompté.

## Boucle locale optique
La boucle locale optique permet un accès à internet à très haut débit (typiquement égal ou supérieur à 100 Mbit/s) ; elle peut être constituée de fibres optiques de bout en bout (FTTH) ou d'une combinaison de fibres et de terminaisons en câble coaxial (norme DOCSIS) ou en paires de cuivre (VDSL2 ou G.fast).

## Enjeux économiques
La boucle locale est un élément très convoité, car sa location constitue la partie la plus coûteuse d'un abonnement internet.
Les coûts supportés sur le réseau d'accès fixe (boucle locale de cuivre en l'occurrence) par les opérateurs alternatifs sont de l'ordre de 13 € par abonné et par mois (environ 90 % des coûts de réseau).